# Handwerksmeister

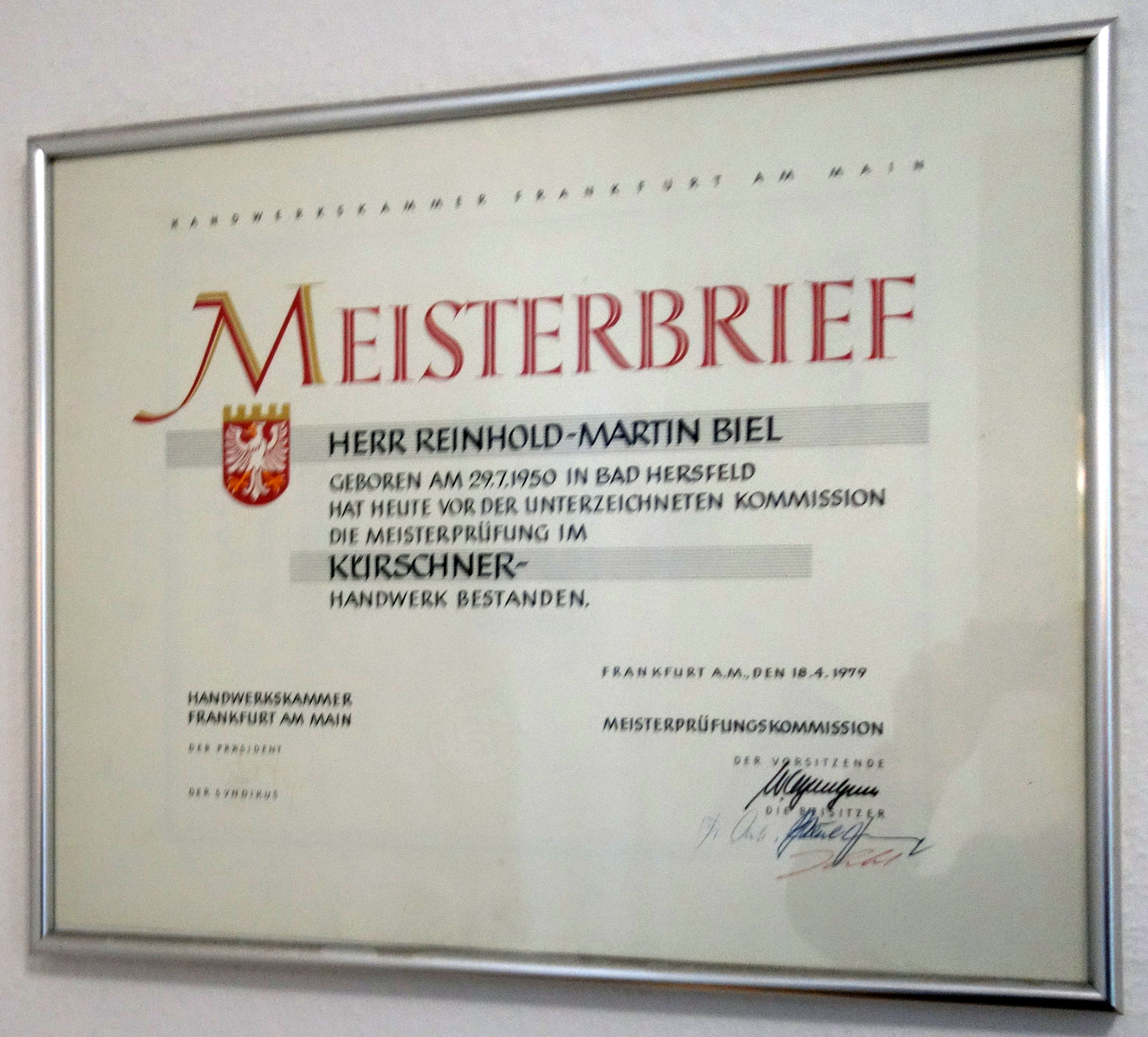
Deutscher Meisterbrief eines Kürschners von 1979 als Nachweis seiner bestandenen Meisterprüfung im Kürschnerhandwerk

Der Handwerksmeister ist der höchste klassische Berufsabschluss im Handwerk einschließlich des Kunsthandwerks und verfügt über eine jahrhundertelange Tradition. Handwerksmeister sind zur selbständigen Führung eines Handwerksbetriebs und zur Ausbildung von Lehrlingen berechtigt.
Die Tätigkeit als Handwerksmeister setzt die Aufstiegsweiterbildung als Geselle mit erfolgreich absolvierter Meisterprüfung voraus. Die Urkunde über die bestandene Meisterprüfung ist der Meisterbrief, mit ihm wird der gesetzlich geschützte Meistertitel verliehen. Er bescheinigt dem Inhaber umfassende fachpraktische und fachtheoretische Kenntnisse im betreffenden Handwerk sowie kaufmännisch-betriebswirtschaftliche und berufspädagogische Kenntnisse.

## Geschichte und Aufgaben des Handwerksmeisters

### Geschichte
Die Entwicklungsgeschichte des modernen Handwerksmeisters nimmt ihren Anfang in der Ständegesellschaft des Heiligen Römischen Reichs im Mittelalter. Die Zünfte als Zusammenschlüsse der Handwerker vor allem in den Städten bildeten eine eigene soziale Gruppe mit festgelegten Rechten und Pflichten. Um Zugang zum Stand des „zünftigen Handwerkers“ zu erlangen, waren drei Entwicklungsstufen vorgesehen: die des Lehrlings, die des Gesellen und schließlich nach der Anfertigung eines „Meisterstücks“ und gehöriger Prüfung die Aufnahme als Meister in die Zunft. Allein dem Meister standen die vollen Zunft- und Bürgerrechte zu. Er war im Rahmen der zugewiesenen Befugnisse seines Standes selbständig tätig, beschäftigte Gesellen, bildete selbst Lehrlinge aus, und beteiligte sich – in herausragender Weise in den Freien Städten – an der Verwaltung des Gemeinwesens. Trotz stetiger Anpassung an die Bedürfnisse der modernen Wirtschaftsweise im beruflichen Alltag haben sich bis heute zahlreiche Traditionen aus der frühen Zeit im Brauchtum des Handwerks erhalten.
Die formale Ausbildung als Lehrling, die berufliche Qualifikation der Gesellen und die Aufstiegsausbildung zum selbständig tätigen und lehrbefugten „ehrbaren“ Meister als fachlichem Spezialisten zeichnen noch heute das Handwerk als einen der bedeutendsten Wirtschaftszweige aus. Es ist damit historisches Vorbild für das sich später entwickelnde Ausbildungswesen in der Industrie und anderen Wirtschaftszweigen, und der Handwerksmeister als solcher ist das Muster für die jüngeren Meistertitel in der Wirtschaft (s. den Artikel Meister).

### Heutige Aufgaben
Der heutige Handwerksmeister ist durch seine Vierfachqualifikation ein Spezialist für sein Fachgebiet – sowohl in der Fachpraxis wie auch in der Fachtheorie –, Ausbilder und Unternehmer. Er nimmt neue Verfahrens-, Informations- und Kommunikationstechniken in die eigenen Arbeitsabläufe und Leistungsangebote auf und setzt sie um. Die Nachwuchsförderung ist ein fester Bestandteil einer zukunftsorientierten Strategie. Ein Handwerksmeister kann auch als Angestellter in gehobener Position in einem Betrieb tätig sein. Die Aufgabe des Handwerksmeisters besteht unter anderem darin, die Lernbereiche (kognitiv, affektiv und psychomotorisch) des Mitarbeiters zu erkennen und effizient einzusetzen.

## Deutschland

### Zulassungsvoraussetzungen
In der Handwerksordnung ist heute geregelt, dass Regelvoraussetzung für die Ablegung der Meisterprüfung die bestandene Gesellenprüfung im betreffenden Handwerk ist.
Die früher geforderte drei- oder mehrjährige berufliche Tätigkeit als Geselle ist nach der neuen Handwerksordnung zur Ablegung der Meisterprüfung nicht mehr notwendig. Auch die Teilnahme an einem Vorbereitungskurs, wie zum Beispiel der Meisterschule, ist nicht zwingend vorgeschrieben. In der Praxis besucht allerdings der Großteil der Prüflinge zuvor eine Meister- oder Fachschule.

### Durchführung der Prüfung
Die Prüfung zum Handwerksmeister im jeweiligen Gewerbe gliedert sich in mehrere Prüfungsteile:
- fachrichtungsspezifische Teile:
  - Teil I: Praktisches Fachwissen, dokumentiert durch: Meisterarbeit (Konzept, Entwurf, Fertigungszeichnung und Kalkulation etc.), Anfertigung des Meisterstücks
  - Teil II: Theoretisches Fachwissen im jeweiligen Handwerk, dokumentiert durch: Klausuren
- fachrichtungsübergreifende Teile:
  - Teil III: Prüfung der erforderlichen betriebswirtschaftlichen, kaufmännischen und rechtlichen Kenntnisse, dokumentiert durch: Klausuren
  - Teil IV: Prüfung der erforderlichen berufs- und arbeitspädagogischen Kenntnisse, dokumentiert durch: Klausuren und eine Unterweisungsprobe[2]

Die Ausbildereignungsprüfung ist ein Teil der Meisterprüfung. Bei Ingenieuren und anderen Hochschulabsolventen kann die theoretische Fachprüfung unter bestimmten Voraussetzungen erlassen werden.
Die Prüfung wird durch Meisterprüfungsausschüsse abgenommen, die als staatliche Prüfungsbehörden für die einzelnen Handwerksberufe am Sitz der Handwerkskammern (HWK) für ihren Bezirk eingerichtet sind. Der Meisterbrief wird nach der erfolgreich bestandenen Meisterprüfung („Großer Befähigungsnachweis“) verliehen. Eine erfolgreich abgelegte Meisterprüfung in einem Handwerk ist Voraussetzung zur Teilnahme an einer Prüfung der zuständigen Handwerkskammer zum Geprüften Betriebswirt nach der Handwerksordnung.
Die Handwerkskammer Wiesbaden hat das Kürzel me. als Kurztitel für „Meister im Handwerk“ markenrechtlich schützen lassen. Es darf von Inhabern eines Meisterbriefs einer deutschen Handwerkskammer überall auch außerhalb des Kammerbezirks Wiesbaden als Hinweis auf ihre erworbene fachliche Qualifikation vor dem Namen geführt werden (z. B. me. Eva Mustermann, Meisterin im Goldschmiede-Handwerk).  Mit dem Inkrafttreten des bundesweiten Berufsbildungsmodernisierungsgesetzes am 1. Januar 2020 können sich in Deutschland Meister nun zusätzlich Bachelor Professional nennen.

### Europäischer Qualifikationsrahmen
In Deutschland einigten sich Bund und Länder sowie weitere Partner im Februar 2012 darauf, an Handwerks-, Industrie- und Handelskammern erworbene Meisterbriefe im Rahmen der Erstellung des Europäischen Qualifikationsrahmens (EQR) auf die Stufe 6 von 8 einzuordnen. Damit steht ein Meisterabschluss mit dem Bachelor (B.Eng., B.Sc.) auf der gleichen Stufe, ebenso der Techniker. Der Deutsche Qualifikationsrahmen (DQR) ordnet den Meister dem Niveau 6 zu und bewertet den Abschluss hinsichtlich seines Anspruchsniveaus als gleichwertig zum Bachelor, die beiden Qualifikationen aber nicht als gleichartig. Beide Qualifikationen wurden in unterschiedlichen Bildungsbereichen erworben und unterscheiden sich sowohl hinsichtlich ihrer Kompetenz- als auch Aufgabenprofile; der DQR beseitigt diese Unterschiede nicht, vielmehr bleiben alle bisherigen Abschluss- und Qualifizierungsarten erhalten. Ebenso wird das bestehende System der nationalen Zugangsberechtigungen vom DQR nicht berührt. Insofern berechtigt ein Meisterbrief wie bisher zum direkten Zugang zum Bachelor-, nicht jedoch zum Masterstudium. Auch berühren die Zuordnungen zu den Niveaus des DQR nicht bestehende tarif- oder besoldungsrechtliche Regelungen.
Zu diesem Sachverhalt veröffentlichte der VDI ein Positionspapier, welches herausstellt, dass die Meister- und Techniker-Abschlüsse dem gleichen Kompetenzniveau zum Bachelor entsprächen, jedoch nicht gleichartig seien.

### Förderung der Aufstiegsausbildung zum Handwerksmeister
Handwerker mit einer nach der dem Berufsbildungsgesetz (BBiG) oder der Handwerksordnung (HwO) anerkannten, abgeschlossenen Erstausbildung oder einem vergleichbaren Berufsabschluss können für die Fortbildung zum Handwerksmeister eine Ausbildungsförderung nach dem Aufstiegsausbildungsförderungsgesetz (sogenanntes Meister-BaFöG) erhalten. Voraussetzung ist, dass sie an einer Fortbildung teilnehmen, die gezielt auf eine entsprechende öffentlich-rechtliche Prüfung vorbereitet. Der Abschluss der Fortbildung muss über dem Niveau einer Gesellen- und Gehilfenprüfung oder eines Berufsfachschulabschlusses liegen, was bei der Meisterprüfung der Fall ist. Abschlüsse, die über dem Meister liegen (zum Beispiel Fachhochschul- oder Universitätsabschlüsse), werden auf diesem Wege nicht gefördert, hier kommen Maßnahmen nach dem Bundesausbildungsförderungsgesetz in Betracht.

### Stellung des Meisters im Handwerk in Deutschland
Die Handwerksordnung schützt die Berufsbezeichnung Meister/Meisterin. Wer ohne die Meisterprüfung erfolgreich bestanden zu haben, die Berufsbezeichnung Meister/Meisterin führt, handelt ordnungswidrig und kann mit Geldbuße von bis zu 5000 € belegt werden (§§ 117 Abs. 1 Nr. 2 und Abs. 2 i. V. mit 51, 51d HwO).
Die Meisterprüfung als zwingende Voraussetzung, einen Handwerksbetrieb führen zu dürfen (der sogenannte Große Befähigungsnachweis), ist in Deutschland auf bestimmte Berufe beschränkt (HwO § 1 Abs. 2, Anlage A). In den zulassungsfreien und handwerksähnlichen Berufen im Handwerk (HwO § 18 Abs. 2, Anlage B, B1) ist seit der am 1. Januar 2004 in Kraft getretenen Novelle der Handwerksordnung eine Meisterqualifikation nicht mehr nötig, um einen Gewerbebetrieb zu eröffnen. Auch für fast alle noch zulassungspflichtigen Berufe wurden die Möglichkeiten, mit alternativen Qualifikationen den Beruf selbständig auszuüben, ausgebaut. Wenn vom Inhaber oder einem Angestellten eines solchen Betriebs die Ausbildereignungsprüfung abgelegt wurde, kann in den zulassungsfreien und handwerksähnlichen Handwerken auch ohne Meisterbrief ausgebildet werden. Die Bezeichnung Meisterbetrieb darf nach § 51 und § 51d HwO jedoch nur dann geführt werden, wenn in dem entsprechenden Handwerk der Betriebsinhaber oder ein Mitarbeiter den Meisterbrief besitzt.
Die selbständigen Meister sind in Deutschland – ebenso wie die sonstigen Betreiber eines handwerklichen Gewerbes – Pflichtmitglieder in der für sie zuständigen regionalen Handwerkskammer als zuständiger Berufskammer. In den Innungen als freiwilligen Zusammenschlüssen der handwerklichen Fachgruppen, die unter anderem die Ausbildungen und Gesellenprüfungen organisieren, werden die gewählten Vorsitzenden als Obermeister oder Innungsmeister bezeichnet. (Zur Bezeichnung Kreishandwerksmeister siehe Kreishandwerkerschaft.)

### Exkurs: Handwerksmeister in der DDR

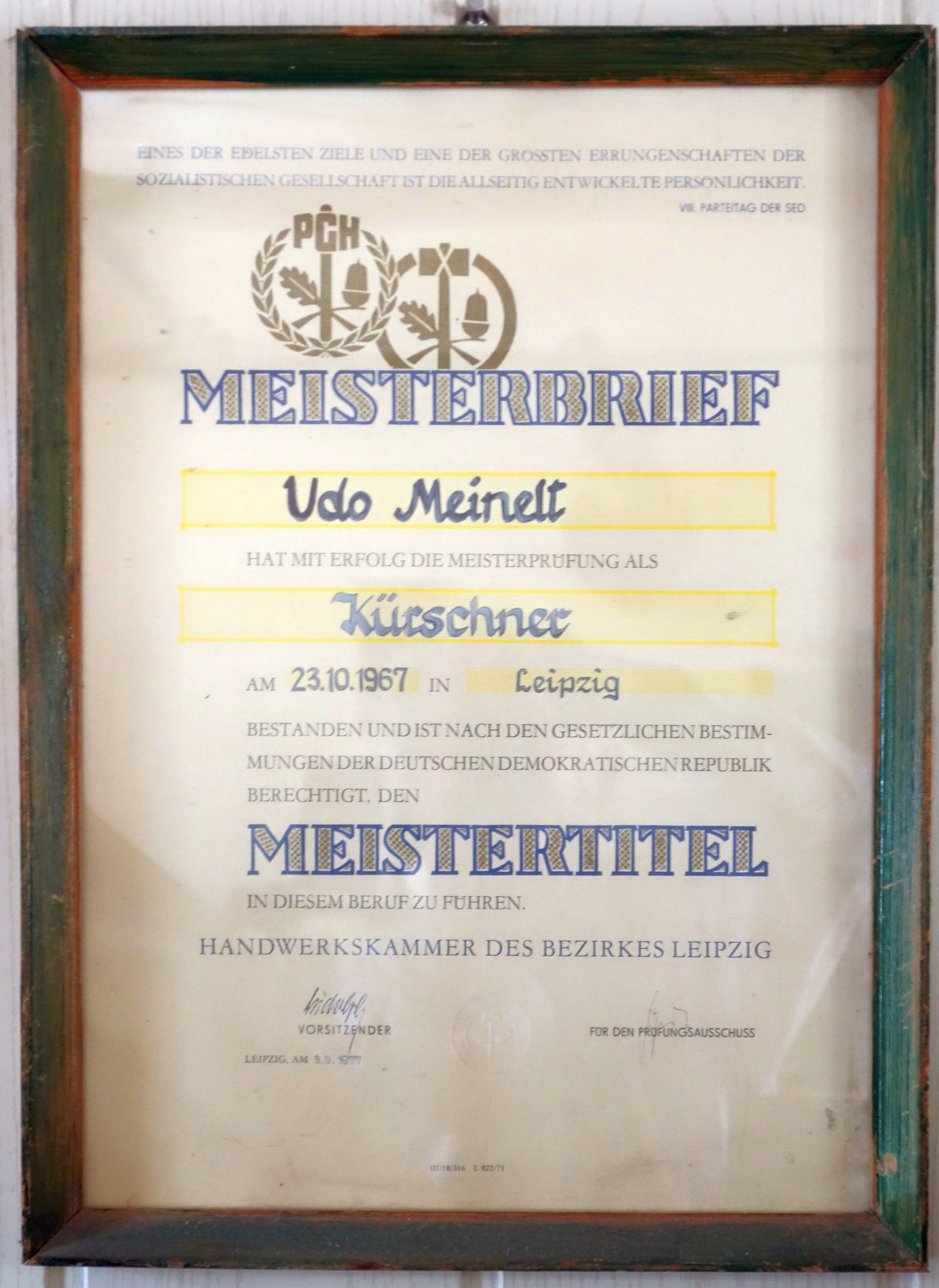
Meisterbrief eines Kürschners von 1967 aus Leipzig mit dem Symbol der Produktionsgenossenschaften des Handwerks und dem allgemeinen Handwerkssymbol

In der Deutschen Demokratischen Republik gab es zwei Typen des Meisters: seit Anfang der 1970er Jahre den Meister im volkseigenen Betrieb bzw. in der volkseigenen Industrie (kurz VE-Meister), dessen Tätigkeit der des Industriemeisters vergleichbar ist, und den Meister im Handwerk in der Tradition der dreistufigen Ausbildung vom Lehrling über den Gesellen zum Meister.
Prüfungs- und Ausbildungsinstanz für die Erlangung des Meisterbriefs im Handwerk waren die auch in den neuen politischen Verhältnissen fortbestehenden 14 Handwerkskammern. Sein Besitz war die Voraussetzung für die Eintragung in die Handwerksrolle und damit für die Ausübung des Berufs als Selbständiger. Seit den 1970er Jahren wuchs der politische Druck des Staates auf die selbständigen Handwerker, in Produktionsgenossenschaften des Handwerks (PGH) einzutreten, da die wirtschaftliche Selbständigkeit als Relikt einer als „vergehend“ angesehenen Gesellschaftsordnung mit privatem Besitz der Produktionsmittel definiert wurde. Zugleich beförderte man die allmähliche Eingliederung der Produktionsgenossenschaften in die Volkseigenen Betriebe (VEB). Die Qualifikation zum Handwerksmeister verlor dadurch an Bedeutung und Attraktivität; ab 1975 gab es in den Kammern keine Meisterausbildung mehr. Aufstiegsorientierte handwerklich ausgebildete Personen konnten nur noch in den staatlicherseits geförderten Meisterkursen der Industrie den Meistertitel erlangen. Mit ihren umfänglichen Unterweisungen in den Fächern Arbeitswissenschaften, Betriebswirtschaft, Philosophie und Recht unter den Prämissen der sozialistischen Staatsideologie und ihren recht kleinteilig gegliederten beruflichen Kompetenzzuschreibungen standen diese der privatwirtschaftlich orientierten Handwerkstradition recht fern. Den Handwerkskammern wurden dort lediglich Mitwirkungsrechte zugestanden. Immerhin konnte ggf. noch auf der Meisterurkunde die Bezeichnung „Meister des Handwerks“ in der jeweiligen Fachrichtung bestätigt werden. (Näheres im Artikel Industriemeister)
Nach dem Einigungsvertrag vom 31. August 1990 zwischen der Bundesrepublik Deutschland und der Deutschen Demokratischen Republik stehen die in beiden Staaten erworbenen Bildungsabschlüsse, mithin auch die Meisterabschlüsse, „einander gleich und verleihen die gleichen Berechtigungen, wenn sie gleichwertig sind“ (Artikel 37, Abs. 1). Als nach der Vereinigung Deutschlands 1990 ausgebildete VE-Meister mit Berufung auf die Vereinbarungen im Einigungsvertrag die Eintragung in die Handwerksrolle und die Selbständigkeit im Handwerk anstrebten, wurde vom Bundesminister für Wirtschaft eigens eine Verordnung erlassen, die die Bedingungen für eine Anerkennung der Gleichwertigkeit, ggf. zu erbringende Weiterbildungsmaßnahmen und die Äquivalenz zu den Berufsbezeichnungen im Handwerk nach der Handwerksordnung festlegte. 89 von den insgesamt 177 vergebenen VE-Meister-Abschlussfächern konnten bestehenden Berufen des Handwerks zugeordnet werden.

## Österreich

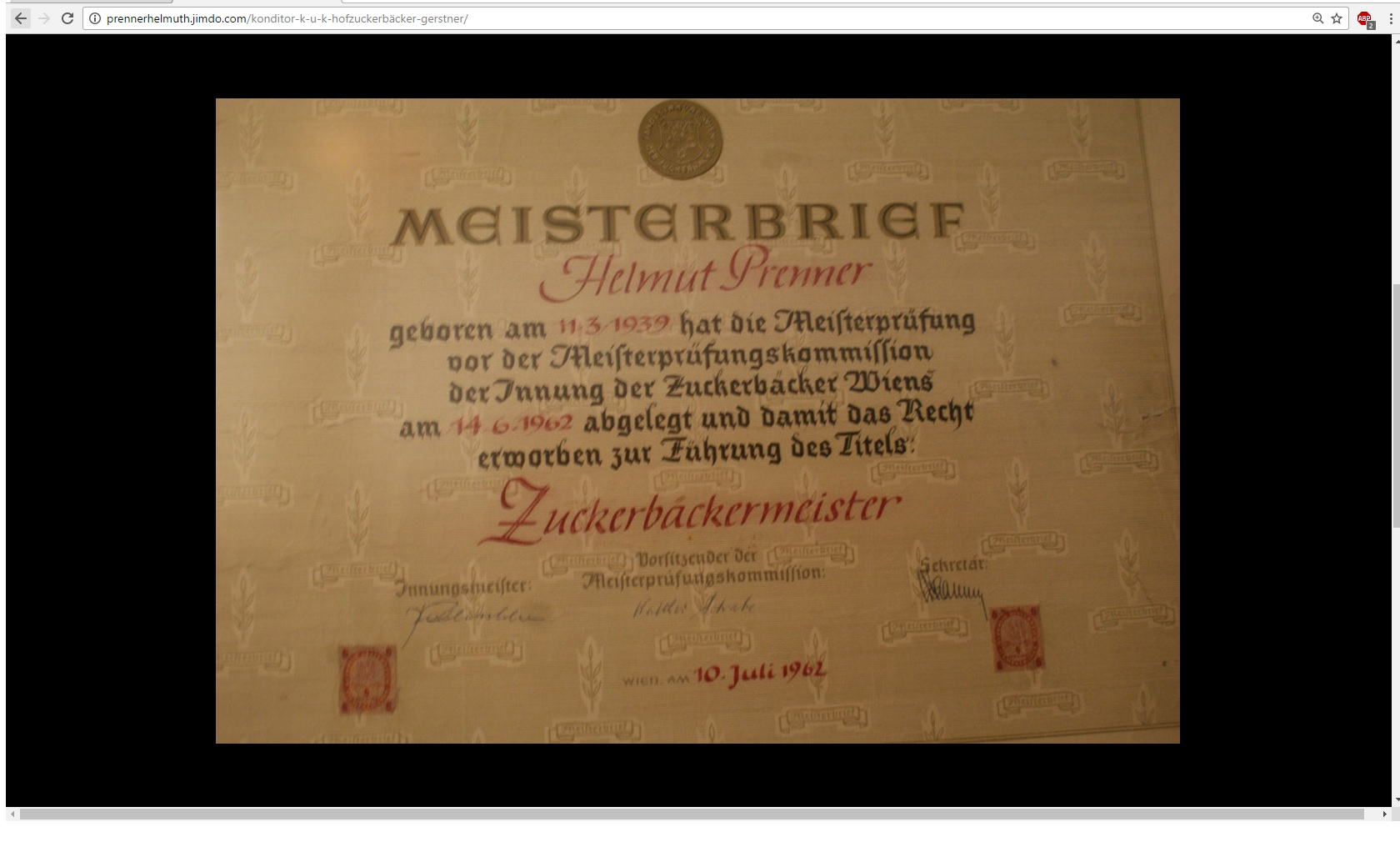
Meisterbrief von 1962 eines österreichischen gewerblichen Zuckerbäckermeisters

Das österreichische Pendant zum deutschen Handwerksmeister ist der gewerbliche Meister; der Werkmeister in Österreich entspricht dem deutschen Industriemeister. Im Gegensatz zum Werkmeister verfügt der gewerbliche Meister auch über das notwendige kaufmännische und betriebswirtschaftliche Wissen zur selbständigen Unternehmensführung.
Die Prüfungsordnungen für die einzelnen Handwerke werden von den jeweiligen Fachorganisationen der Wirtschaftskammer Österreich verantwortet. Die Meisterprüfung besteht aus fünf Modulen (fachlich-praktischer Teil, fachlich-mündlicher Teil, fachlich-schriftlicher Teil, Ausbilderprüfung und Unternehmerprüfung), die teilweise durch inhaltlich entsprechende sonstige Kenntnisnachweise ersetzt werden können. Sie wird von den Meisterprüfungsstellen der Wirtschaftskammern durchgeführt.
Kurse für alle Meisterberufe veranstaltet das Wirtschaftsförderungsinstitut Österreich (WIFI), eine Schulung ist jedoch nicht vorgeschrieben; die Meisterprüfung steht jeder Person offen, die das 18. Lebensjahr vollendet hat und die geforderte berufliche Vorbildung besitzt.

## Schweiz
Die Meisterausbildung wurde in der Schweiz in die höhere Berufsbildung aufgenommen und findet sich darin als Berufsprüfung und höhere Fachprüfung wieder. Der Abschluss der höheren Fachprüfung und das verliehene eidgenössische Diplom gelten als äquivalent zur deutschen Meisterprüfung und zum Meisterbrief. Als wesentliche Unterschiede zu Deutschland sind festzustellen:
In der Schweiz wird oft noch eine ein- oder mehrjährige berufliche Praxis nach der Lehre gefordert. In vielen Berufen ist die Ausbildung gestuft, die Zulassung zur höheren Fachprüfung setzt das Bestehen einer oder mehrerer Berufsprüfungen (zum Beispiel zwei im Elektrohandwerk) voraus. Der Besuch einer Meisterschule ist zwar nicht zwingend notwendig, der Besuch von Vorbereitungskursen aber immer empfohlen bzw. in manchen Verordnungen vorgeschrieben.
Die Abschlussurkunde ist ein eidgenössisches Diplom und nicht wie in Deutschland der Meisterbrief. Die Berufsbezeichnung eines Absolventen kann (beispielsweise Eidgenössisch diplomierter Bootbaumeister, Zahntechnikermeister), muss aber nicht den Begriff Meister enthalten (beispielsweise Eidgenössisch diplomierter Elektroinstallateur). Die Bezeichnung eidgenössisches Diplom stellt insbesondere in Deutschland insofern ein Problem dar, als dort Diplome im Zusammenhang mit Berufsbezeichnungen in der Regel Hochschulabschlüssen vorbehalten sind.

## Luxemburg

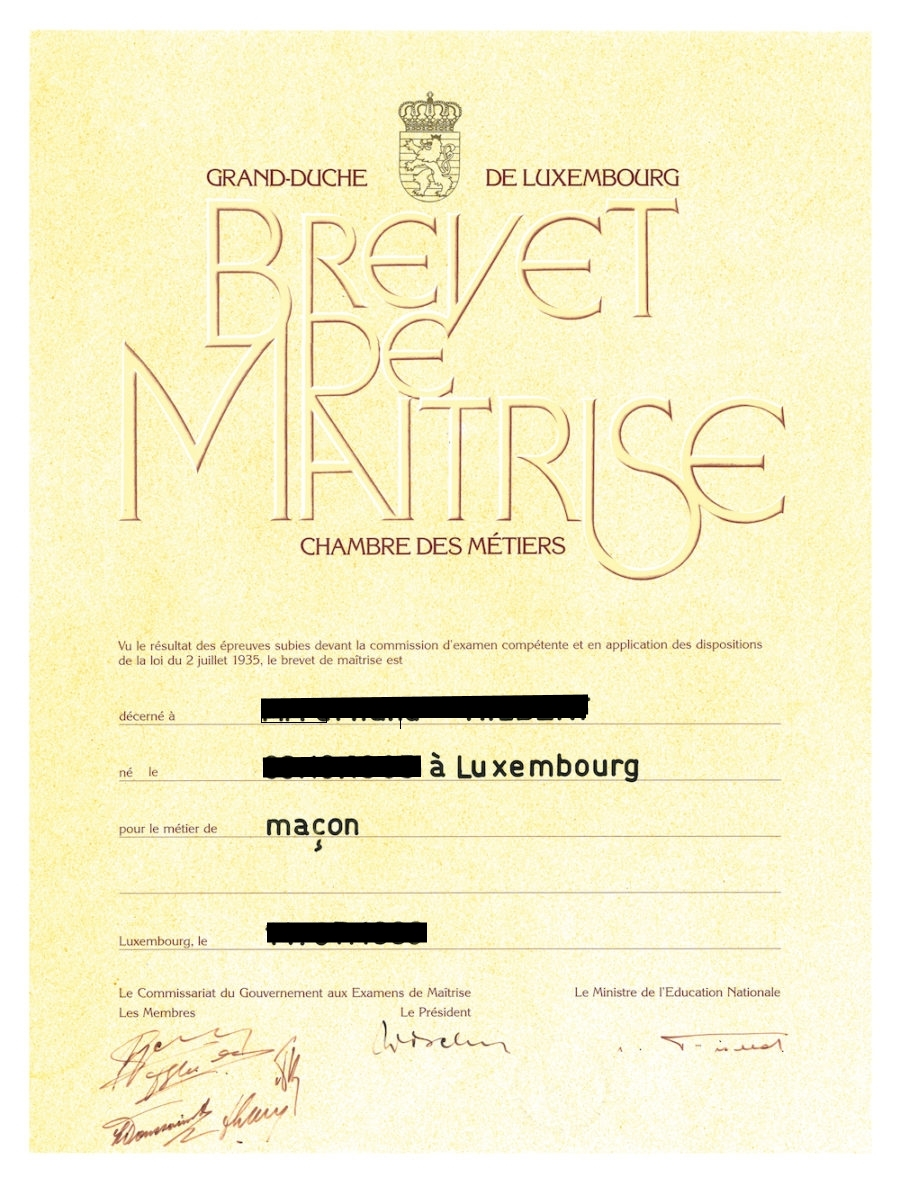
Meisterbrief (Brevet de Maitrise) eines Luxemburger Maurermeisters

Im Großherzogtum Luxemburg gleichen die rechtlichen Regelungen bezüglich Meisterpflicht, -ausbildung und -prüfung im Handwerk weitgehend denen in Deutschland. Zuständige Instanz für Ausbildung und Prüfung der Handwerksmeister ist die luxemburgische Handwerkskammer (Chambre des Métiers).
Die Meisterausbildung erfolgt modular und berufsbegleitend über einen Zeitraum von in der Regel drei Jahren (mit einer Begrenzung auf maximal sechs Jahre). Unterrichtssprachen sind mehrheitlich Luxemburgisch und Deutsch, in geringerem Umfang Französisch, das schriftliche Lehrmaterial ist weitgehend deutsch verfasst, ergänzt durch französischsprachige Schlüsseltexte. Mit dem Meisterbrief (luxemburgisch Meeschterkaart, auf der Urkunde französisch Brevet de Maitrise) wird der erfolgreiche Abschluss der Ausbildung beurkundet.
Berufliche Meistertitel außerhalb des Handwerks (wie Industrie- oder Landwirtschaftsmeister und im Handel) gibt es in Luxemburg nicht.

## Italien (Südtirol)
In der Autonomen Provinz Bozen – Südtirol organisiert die Landesverwaltung in ihrem Bereich deutsche Berufsbildung die Ausbildung zum Meister für mehr als 70 praktische Berufe des Handwerks, der Gastronomie oder des Handels. Der Nachweis des erfolgreichen Abschlusses ist der Meisterbrief (italienisch diploma di maestro professionale).
Im sonstigen Italien wird von verschiedenen Körperschaften – beispielsweise von durch Regionen oder Provinzen eigens eingesetzte Kommissionen oder durch regionale Handelskammern (camere di commercio) – unter bestimmten Voraussetzungen die Ehrenbezeichnung maestro artigiano  (= Handwerksmeister) an nachgewiesen qualitätvolle Leistungsanbieter im Handwerk als Marke vergeben, ohne dass damit die Übertragung besonderer berufsrechtlicher Kompetenzen verbunden ist. In der Südtirol benachbarten Autonomen Provinz Trient, mit der zusammen es die Autonome Region Trentino-Südtirol bildet, gibt es seit 2015 eine Ausschreibungsverordnung zur Bewerbung um den Titel maestro artigiano.

## Belgien (Deutschsprachige Gemeinschaft)
Die Deutschsprachige Gemeinschaft Belgiens kennt ebenfalls die Meisterausbildung. Sie richtet sich als Qualifikationsangebot an entsprechend vorgebildete Personen in zahlreichen Gewerbebereichen und ist nicht auf den klassischen Tätigkeitssektor des Handwerks beschränkt.
Die Aufsichtsbehörde ist das Institut für Aus- und Weiterbildung im Mittelstand und in kleinen mittelständischen Unternehmen (IAWM).